# Madurai Mani Iyer
Madurai Mani Iyer (* 25. Oktober 1912 in Madurai; † 8. Juni 1968) war ein indischer Sänger und Vertreter der Karnatischen Musik.

## Leben
Iyer begann seine musikalische Ausbildung neunjährig bei Rajam Bhagavathar, einem Schüler Ettayapuram Ramachandra Bhagavathars, der auch seinen 1916 im Alter von 32 Jahren verstorbenen Onkel Vidwan Pushpavanam unterrichtet hatte. Sein nächster Lehrer war Rajam Bhagavathar. Der Komponist Harikesanallur Muthiah Bhagavathar berief diesen, als er in Madurai die Musikschule Thyagaraja Vidyalayam gründete, an seine Schule. Bhagavathar nahm seinen Schüler mit an diese Schule, so dass auch Muthia Bhagavatar sein Lehrer wurde. Anfang der 1920er Jahre hatte er noch einige Monate Unterricht bei Thyagaraja Vidyalayam, und im Alter von knapp zwölf Jahren gab er mit dem Geiger Nattam Sitarama Iyer und dem Mridangamspieler Thiruvaroor Rajagopala Iyer sein erstes öffentliches Konzert.
1927 trat er erstmals bei der jährlichen Konferenz der Musikakademie von Madras auf und wurde für sein Konzert mit einer Medaille ausgezeichnet. Diese Auftritte setzte er ohne Unterbrechung regelmäßig bis 1967 fort. In den 1930er Jahren entwickelte sich Iyer zu einem der populärsten Interpreten der karnatischen Musik. 1934 nahm er mit Kumbakonam T. K. Jayarama Iyer (Geige), Thanjavur Vaidhyanatha Iyer (Mridangam) und Madras Venu Naicker (Kanjira) eine Reihe von Grammophonplatten auf, die großen Absatz fanden. Seine Kunst wurde von Kritikern wie Kalki Krishnamoorthy und Anantha Vikatan gelobt, und 1936 wurde er senior musician der Musikakademie von Madras.
1943 wurde Iyer der eigens für ihn geschaffene Titel Ganakaladhara verliehen. Bei einem Konzert in Tanjore trat er vor 20.000 Zuhörern – einer für karnatische Musik zu dieser Zeit ganz ungewöhnlich großen Anzahl – auf. Im Jahr 1944 bekam er ernstliche gesundheitliche Probleme und musste seine Aktivitäten erheblich einschränken. 1945 gab er im Parimala-Ranganathar-Tempel in Mayavaram ein erfolgreiches Comeback-Konzert. In der Folgezeit trat er in Madras mit Begleitern wie Palani Subramanya Pillai, Rajamanikam Pillai und Palghat Mani Iyer auf. Die Musikakademie verlieh ihm 1959 den Titel Sangeetha Kalanidhi, im Folgejahr erhielt er den Sangeet Akademi Award. Die Gesellschaft Tamil Isai Sangam ehrte seinen lebenslangen Einsatz für die traditionelle tamilische Musik mit dem Titel Isai Perarignar.
Eines seiner letzten Konzerte gab Iyer Ende März 1968 mit Mayavaram Govindaraja Pillai und Vellore Ramabhadran für die Mylapore Kunstakademie. Bei einem im Mai im Mylapore Fine Arts Club mit seinem Begleiter Lalgudi Jayaraman geplanten Konzert konnte er bereits nicht mehr auftreten, so dass Jayaraman seine populärsten Titel in einer Solovorstellung spielte.